# Glöstorpskyrkan
Glöstorpskyrkan är en kyrkobyggnad som sedan 2010 tillhör Tuve-Säve församling (tidigare Tuve församling) i Göteborgs stift. Den ligger i Tuve i Göteborgs kommun.

## Kyrkobyggnaden
Kyrkan med församlingshem uppfördes 1976 då behov av en kyrka för befolkningen i den nya centrumbebyggelsen hade uppstått. Man hade först tänkt placera byggnaden på en bergshöjd, men för bästa tillgänglighet bestämde man att bygga i anslutning till centrum. För ritningarna svarade arkitekt Voldemars Vasilis och kyrkan invigdes den 5 september samma år av biskop Bertil Gärtner. 
Arkitekten har inspirerats av Tempelplatsens kyrka i Helsingfors, ritad av Tuomo Suomalainen. Byggnaden har en stomme av betong och spritputsade ytterväggar samt ett plåtklätt yttertak. Förutom kyrksalen i ett plan, ingår även församlingslokaler i två våningsplan i samma komplex, men delarna är tydligt åtskilda. Kyrkan utgör ett blickfång vid Tuve Torg, där den är delvis insprängd i berget och långväggen utgörs av en mur av sprängsten längs bergssidan. På långt håll ser man ett stort cirkelrunt fönster med spröjsar som bildar ett kors. Interiören är ljus och rymlig med särskilt utprovade sittvänliga bänkar.  

## Klockor och klockstapel
Vid byggnadens nordöstra hörn finns en klockstapel i rödmålat trä med två kyrkklockor gjutna i Ystad. Den ena har inskriptionen: Kommen till mig I alle som arbeten och ären betungade, så skall jag giva Eder ro. Den andra har en inskription, liknande den i Tuve kyrkas 1700-talsklocka: In nomine Divini gloriam in regis Caroli XVI Gustavi memoriam me Glœstorp ecclesiæ pastore Haquino Lindqvist formaverunt M et E Ohlson. Anno MCMLXXVI.

## Inventarier
- Altare, predikstol och dopfunt har alla fundament av röd granit från Hunnebostrand.
- Bakom altaret står ett stort kors som är sammanfogat med fyra handsmidda spikar.
- Övriga inventarier skänktes av syföreningar och enskilda.

### Orgel
Den mekaniska orgeln är tillverkad 1977 av Lindegren Orgelbyggeri AB. Den har nitton stämmor fördelade på två manualer och pedal.

## Exteriörbilder

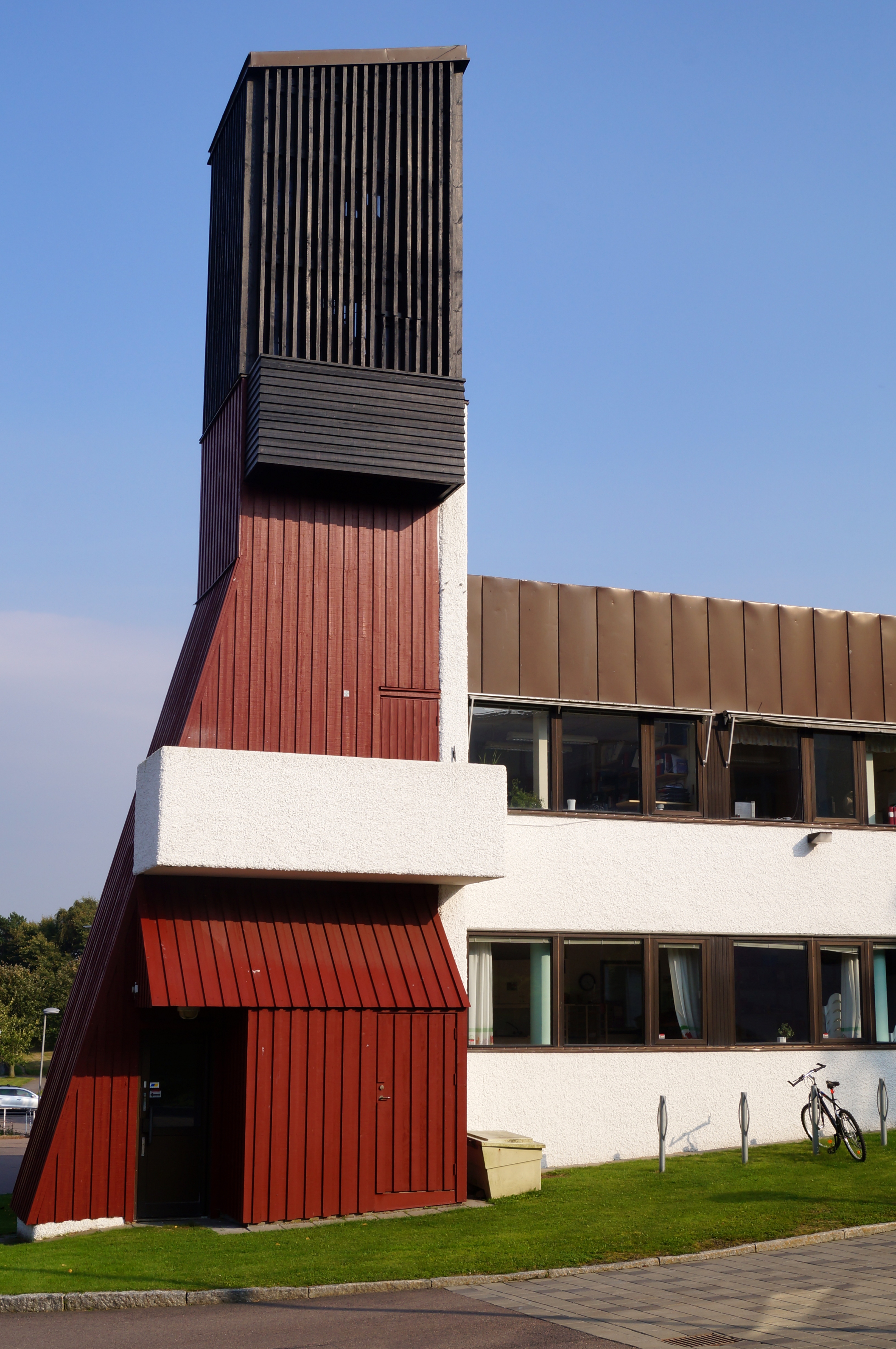
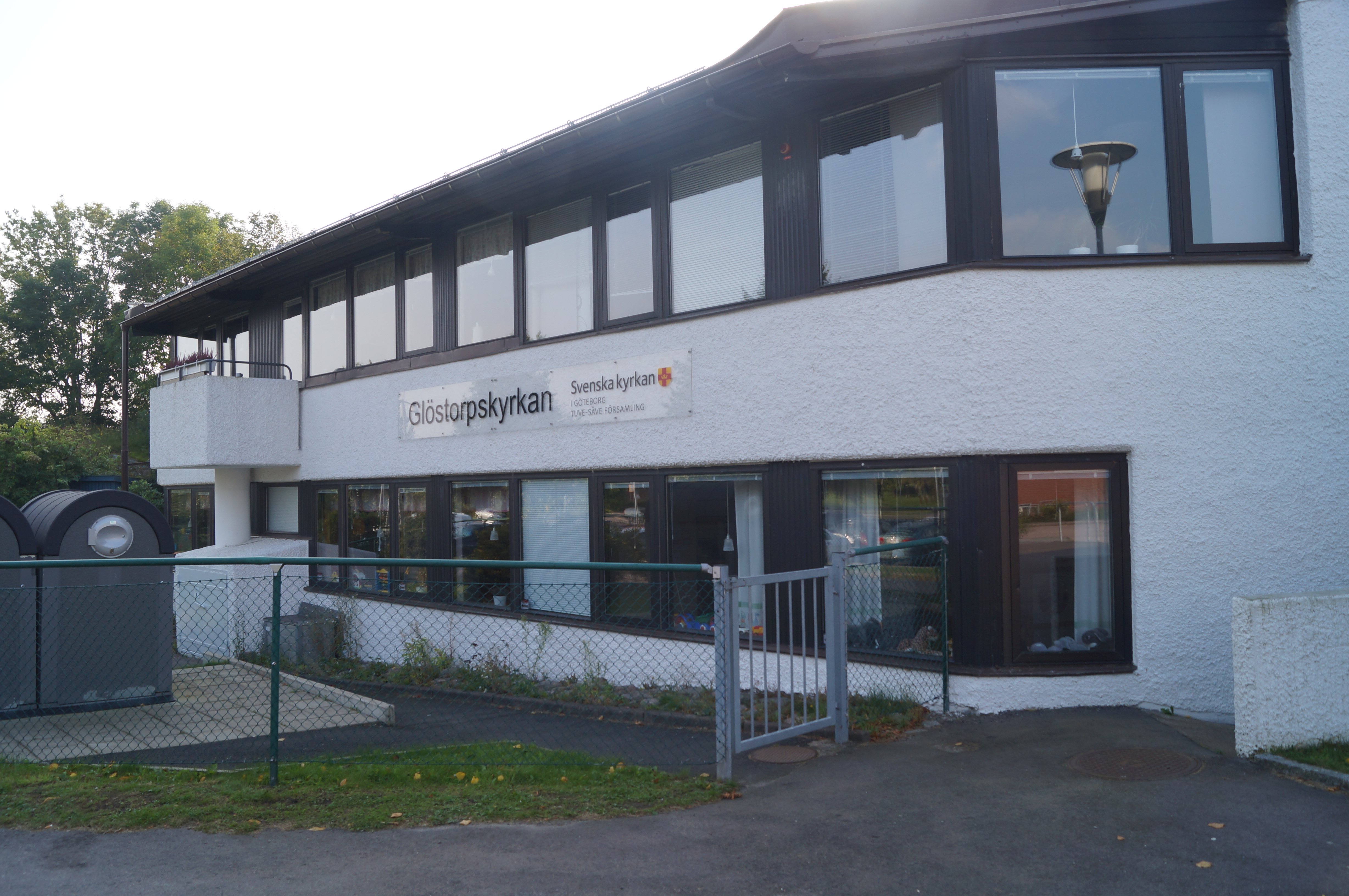
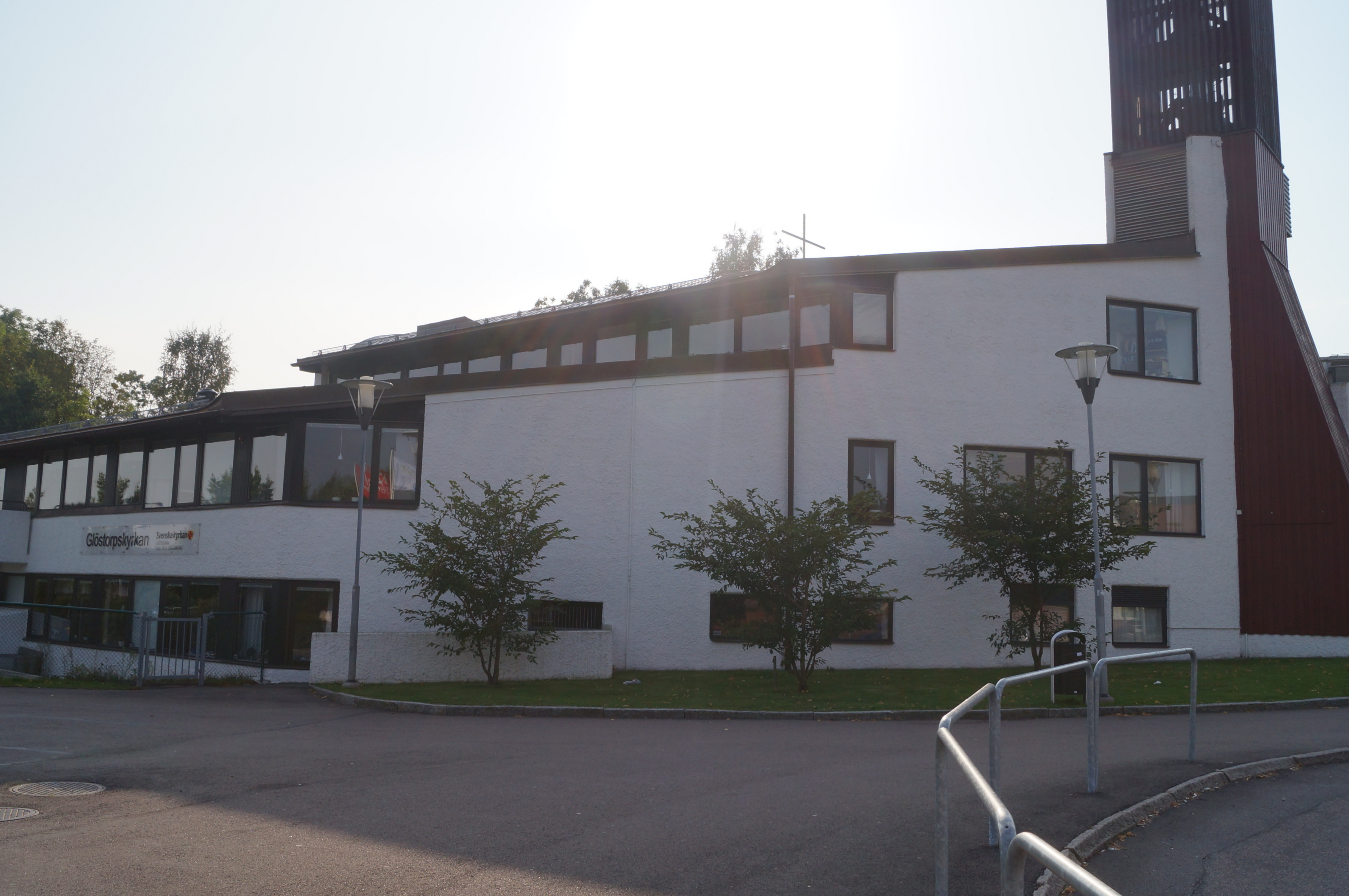